# 小斗一
蝘蜓座β，又名CP-78 741，HD 106911、SAO 256924、HR 4674，是蝘蜓座的一颗恒星，视星等为4.26，位于銀經301.34，銀緯-16.54，其B1900.0坐标为赤經12h 12m 28.6s，赤緯-78° -16.54′ 25″。